# 수레바퀴 은하
수레바퀴 은하(영어: Cartwheel Galaxy)는 조각가자리 방향으로 약 5억 광년 거리에 있는 렌즈형 은하이자 고리 은하이다. 지름이 약 44.23 킬로파섹(144,300 광년)이며, 질량은 약 2.9-4.8×109 태양 질량이다. 은하의 외곽 고리에서 원궤도 속력은 217 km/s이다.
1941년 프리츠 츠비키가 발견하였다. 발견자인 츠비키는 이를 두고 "항성 역학 기반의 설명이 필요한 가장 복잡한 구조로 손꼽히는 것"으로 언급한 바 있다.
이 은하의 크기는 약 150,000 광년으로 추정되는데, 이는 안드로메다 은하보다 약간 작은 수준이다. 제3차 밝은 은하 참조목록(영어: Third Reference Catalogue of Bright Galaxies, RC3)에 의하면 수레바퀴 은하의 D25 등강도 윤곽 지름은 약 60.9각초이다. 이는 적색편이로 추정한 132.2 메가파섹(4억 3,100만 광년) 거리에서 은하의 지름이 44.23 킬로파섹(144,300광년)임을 의미한다.
수레바퀴 은하는 주변의 작은 나선 은하 셋과 함께 수레바퀴 은하군을 이루며, 이 은하군을 지배하는 구성원이기도 하다. 크기가 작은 나머지 세 은하는 여러 문헌에서 G1, G2, G3로 언급되는 편이다. G1은 푸른 빛을 띠는 마젤란형 나선은하이며, G2는 조석꼬리를 가진 노란색의 작은 나선은하이다. G3는 광각 이미지에서 이들 셋과 조금 떨어진 곳에서 보이는 나선은하이다.
2021년 11월에 II형 초신성인 SN 2021afdx가 발견되었다.

## 구조

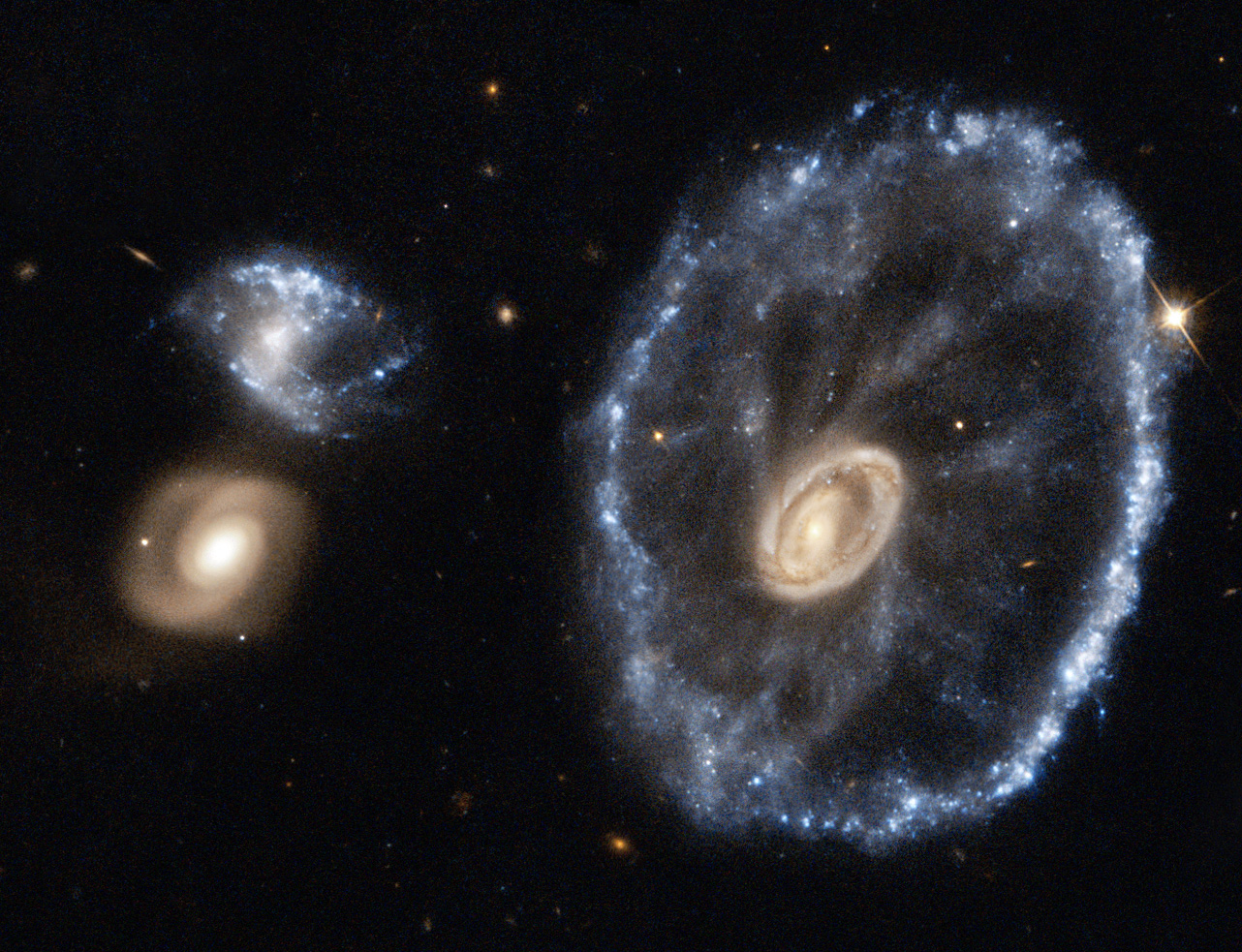
허블 우주 망원경이 촬영한 수레바퀴 은하.

수레바퀴 은하의 구조는 극히 혼잡한 것으로 유명하다. 수레바퀴 은하는 두 개의 고리로 이루어져 있다. 외곽 고리는 가스와 먼지가 압축되면서 대규모 별 탄생이 일어나고 있으며, 안쪽의 핵 고리는 은하 중심을 감싸고 있다. 핵 고리에는 먼지 때문에 어둡게 보이는 고리도 있다. 바큇살처럼 안쪽 고리와 바깥 고리를 연결하는 것처럼 보이는 구조물은 이론적으로 충돌 이후 재구축 중인 나선팔로 여겨진다. 관측에 의하면 비열 전파원으로 이루어진 바큇살 구조 역시 존재하나, 광학적으로 나타나는 바큇살 구조와는 일치하지 않으며, 물리적으로 연관된 것처럼 보이지도 않기 때문에 별개의 구조로 여겨진다.

## 진화
수레바퀴 은하는 본래 평범한 나선은하였으나, 지금으로부터 약 2~3억 년 전에 작은 동반 은하와 정면충돌을 겪으면서 오늘날의 모습이 되었다. 인근의 은하가 수레바퀴 은하의 원반면을 통과하면서, 그 여파로 강력한 중력적 충격파가 수레바퀴 은하 속을 퍼져나갔다. 빠른 속력으로 전파하는 충격파는 은하 중심 바깥으로 가스와 먼지를 휩쓸고 압축하며 폭발적인 별 탄생을 촉발하였다. 이러한 시나리오는 밝은 중심 영역을 에워싼 푸른 고리가 존재하는 이유를 설명한다. 중심 영역에서 뻗어 나오는 나선팔 구조를 통해서 이 은하가 정상적인 나선은하의 형태로 되돌아가고 있음을 알 수 있기도 하다. 이러한 나선팔 구조는 흔히 수레바퀴의 "바큇살"로 나타내어지는 편이다.
한편, 축대칭과 비축대칭의 미세한 중력 섭동이 유발하는 진스 불안정성에 기초한 대안 모형도 있다. 이러한 모형은 물질 덩어리의 질량 성장을 중력적으로 불안정한 축대칭 및 비축대칭 파동과 결부함으로써 고리와 바큇살의 외양을 설명한다. 그러나 관측 자료에 의하면 그러한 고리 은하 진화 이론은 수레바퀴 은하에 적용할 수 없는 것으로 여겨진다.
잘 알려진 수레바퀴 은하 이미지는 세 은하가 한데 모여있는 모습을 담은 경우가 많지만, 그러한 이미지의 화각 바깥에서 물리적으로 상관 있는 네 번째 동반 은하(통칭 G3) 역시 존재한다. G3는 G3와 수레바퀴 은하를 잇는 HI 꼬리를 통해 은하군에 속한 것을 확인할 수 있다. 두 은하를 잇는 HI 꼬리 때문에 G3가 수레바퀴 은하를 뚫고 지나가서 오늘날의 모습처럼 만든 충돌체라는 설이 폭넓게 받아들여지고 있다. 이러한 가설은 오늘날 구조의 크기와 예상 나이(전술한 바와 같이 약 3억 살)를 쉽게 설명할 수 있다. 그러나 수레바퀴 은하와 G1과 G2가 얼마나 가까이 있는지를 고려하면, 대략 88 kpc(~287,000광년) 거리의 G3는 외부에서 흘러 들어온 은하라는 설이 훨씬 더 널리 받아들여져 있기도 하다.
중성 수소 꼬리를 맵핑하는 일은 어떤 은하가 충돌체인지 가려낼 수 없는 경우에서 충돌체를 특정하는 데 매우 유용하다. 은하에서 가장 가벼운 성분이자 가장 흔한 성분인 수소 기체는 외부 중력 때문에 모은하에서 쉽게 떨어져 나갈 수 있다. 이와 같은 정황은 일종의 중력적인 효과인 램 압력 스트리핑을 겪는 해파리 은하나 혜성 은하, 기타 충돌이나 병합으로 생긴 조석 꼬리나 별 탄생 흐름을 가진 은하에서 확인할 수 있다. 램 압력 스트리핑은 은하가 은하단으로 떨어지면서 흘리는 형태(영어: trailing-dominant)의 HI 가스 꼬리를 생성하는 반면, 수레바퀴 은하와 같은 충돌과 병합은 충돌체의 중력이 충돌 당한 은하의 가스를 끌고가는 형태(영어: leading-dominant)의 꼬리를 생성한다.
향후에 동반 은하들이 수레바퀴 은하와 더 이상 충돌하지 않는다면, 지금 보이는 수레바퀴 은하의 구조는 수억 년 후에 은하를 탈출할 정도의 속력을 가지지 않은 가스와 먼지와 별이 은하 중심으로 다시 낙하하기 시작하면서 붕괴할 것으로 예상된다. 낙하 과정이 끝나면 수레바퀴 은하는 나선형 밀도파가 다시 나타나면서 나선 모양을 되찾을 가능성이 크다.

## 엑스선 원천

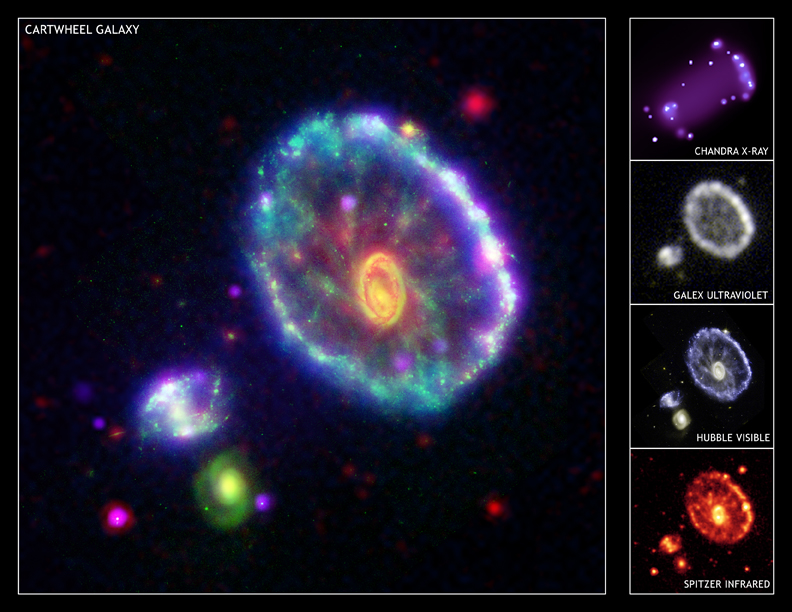
엑스선과 자외선과 가시광선과 적외선에서 촬영한 이미지. 서로 다른 파장을 관측하는 네 대의 우주 망원경의 데이터를 합성하였다. 보라색은 찬드라의 엑스선, 파란색은 갈렉스의 자외선, 초록색은 허블의 가시광선, 빨간색은 스피처의 적외선 이미지이다.

수레바퀴 은하의 특이한 모양은 이미지 왼편에 있는 작은 은하 중 하나와 충돌에서 유래한 것으로 보인다. 지름이 우리 은하보다도 큰 수레바퀴의 가장자리에는 최근부터 폭발적인 별 탄생이 일어나고 있다. 수레바퀴 은하와 같은 폭발적인 별 탄생 은하에서 별 탄생이 일어나면 극히 밝고 거대한 별이 탄생하기도 한다. 이러한 별이 초신성 폭발을 일으키고 죽으면 중성자별과 블랙홀이 남는데, 이러한 중성자별과 블랙홀 일부는 가까운 짝별을 가지고 있기 때문에 그러한 동반성의 물질을 흡수함으로써 강력한 엑스선을 방출하는 원천(일명 ULX와 HLX)이 된다. 가장 밝은 엑스선 원천은 짝별을 지닌 블랙홀일 가능성이 크고, 엑스선 이미지에서 수레바퀴 외곽을 따라 놓인 흰색 점의 형태로 보인다. 수레바퀴 은하는 외곽 고리에서 질량이 큰 별이 다수 탄생하기 때문에 이러한 블랙홀 쌍성 엑스선 원천을 매우 많이 가지고 있다.

## 내용주
1. ↑  B 필터 측광 시스템에서 표면밝기가 25등급/각초2인 윤곽의 지름.